# Ancistrorhynchus crystalensis
Espèce
Ancistrorhynchus crystalensis P.J.Cribb & Laan est une espèce de plantes à fleurs de la famille des Orchidaceae et du genre Ancistrorhynchus. C'est une plante herbacée endémique d'Afrique centrale.

## Distribution
Relativement rare, Ancistrorhynchus crystalensis a été observée en plusieurs endroits sur l'île de Principe (Sao Tomé-et-Principe), également au Cameroun, en Guinée équatoriale (Région continentale) et au Gabon.